# Marine Galstyan
Mariné Galstyan (orm. մարինե գալստյան; ur. 1980 w Erywaniu) – ormiańska reżyserka filmowa i aktorka.

## Życiorys
Urodzona w Erywaniu w 1980 roku, studiowała w Akademii Teatru i Kina Eravan. W 2002 roku ukończyła Miejskie Centrum Tańca w Erywaniu. W 2003 roku przeniosła się do Włoch.
W latach 2003–2006 studiowała na Uniwersytecie Sztuk Dramatycznych w Erywaniu, gdzie ukończyła studia jako aktorka teatralna i filmowa.
W 2012 roku założyła Włosko-Ormiańskie Stowarzyszenie Kulturalne i zespół teatralny InControVerso.
Jest żoną swojego kolegi Sargisa Galstyana.

## Wybrana filmografia
- Bella, dir. Notre Dame De Paris (2003)
- T’amo e t’amerò, dir. Arthur Vardanyan (2004)
- Il caso di Amati Malik, dir. Emanuele Turbanti (2008)
- Miradas, dir. Lorenzo Righini (2013)
- Coupe Fatale, dir. Raffaele Totaro (2013)
- Il ragazzo della Giudecca, dir. Alfonso Bergamo (2016)
- In the Same Garden, dir. Ali Asgari (2016)
- Il resto con i miei occhi, dir. Massimiliano Amato (2017)
- Corrida de Toros, dir. Fabio Romani i Fabio Pollio (2021)

## Udział w produkcjach telewizyjnych
- Parnas (Armenia1, 2000–2003)
- Tutto il mondo è paese (2020) dir. Giulio Manfredonia
- Un posto al sole (2020)[2]